# فانس مكدونالد
فانس مكدونالد (بالإنجليزية: Vance McDonald)‏ هو لاعب كرة قدم أمريكية أمريكي، ولد في 13 يونيو 1990 في بومونت في الولايات المتحدة.

## وصلات خارجية
- فانس مكدونالد على موقع مرجع كرة القدم المحترفة.كوم (الإنجليزية)